# Ujście
Pour les articles homonymes, voir Ujście (homonymie).
Ujście (en allemand Usch) est une petite ville de Pologne. La ville se trouve dans la voïvodie de Grande-Pologne.

## Situation géographique

Plan de la ville.

La ville est située au point de confluence de la Noteć et de la Gwda (pl), 10 km au sud de la ville de Piła. Ujście est traversée par la route nationale Kołobrzeg-Bytom, par la route allant à Międzychód et par la voie ferrée Piła-Bzowo Goraj (sur laquelle ne circulent que des trains de marchandises).

## Histoire

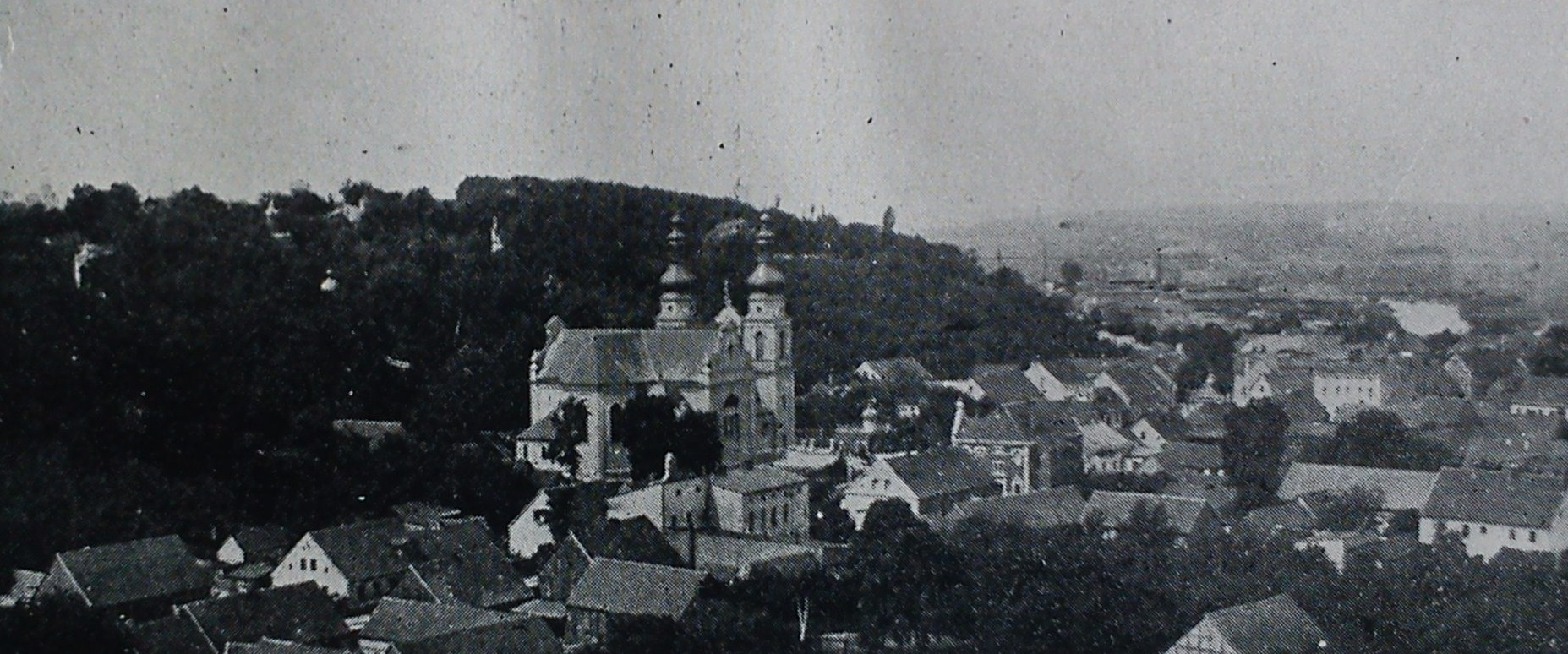
Vue de la ville en 1910.

Les fouilles archéologiques ont montré qu’il avait existé déjà une place forte au VIIe siècle.
La première mention historique de la ville date de 1108. Dans sa chronique, Gallus Anonymus cite la ville quand il évoque la conquête de la Poméranie par Boleslas III le Bouche-Torse. En 1223, soutenu par Świętopełk II de Poméranie, Ladislas Odonic s’empare de la place forte d’Ujście. À partir de ce moment, Ladislas Odonic se donne le titre de duc d’Ujście (dux de Usce). À sa mort en 1239, Ujście perd son rôle de capitale d’un petit duché.
Vers 1400, Ujście devient une propriété personnelle du roi de Pologne et Ladislas II Jagellon lui donne les privilèges urbains (droit de Magdebourg) le 24 juin 1413. Aux XVe et XVIe siècles, la ville devient un centre de commerce et d’artisanat.
Le 25 juillet 1655, le magnat Krzysztof Opaliński (voïvode de Poznań) et Karol Grudziński (pl) (voïvode de Kalisz) trahissent et cèdent sans combattre toute la Grande-Pologne aux Suédois (Capitulation d'Ujście (en)).
En 1772, après le premier partage de la Pologne, la ville est annexée par la Prusse. De 1807 à 1815, Ujście fait partie du Duché de Varsovie avant de revenir de nouveau à la Prusse. En 1809, une verrerie ouvre ses portes. Dès 1818, la ville est incorporée dans l'arrondissement de Colmar-en-Posnanie (de) dans le district de Bromberg au sein du grand-duché de Posen (jusqu'en 1848) puis de la province de Posnanie La régulation du débit de la Noteć et la bonification des terres de la vallée, réalisés à la fin du XIXe siècle, vont favoriser le développement de la ville. À partir de 1911, la ville est desservie par une ligne ferroviaire.
Le 19 janvier 1920, une partie d’Ujście intègre la Pologne ressuscitée, la partie de l’autre côté de la Noteć reste sur le territoire allemand. Pendant l’Entre-deux-guerres, la position frontalière de la ville met un frein à son essor. Pendant la Seconde Guerre mondiale, les Allemands annexent la ville au Reich, détruisent les monuments polonais et expulsent de nombreux habitants. Deux détachements de prisonniers de guerre français et soviétiques sont forcés de travailler dans la ville. De 1942 à 1943, les nazis regroupent les Juifs de la ville et de la région dans un camp de travaux forcés. Le 27 janvier 1945, l’Armée rouge s’empare de la ville qui rejoint la Pologne.

## Économie
- Services
- Industrie du verre (production de bouteilles par l’entreprise Huta Szkła Ujście S.A.)
- Port fluvial
- Carrière de sable

## Tourisme
- Église saint Nicolas de style néobaroque (1905-1907)
- Le calvaire (1890-1907), détruit par les nazis, reconstruit après la Seconde Guerre mondiale
- L’ancienne église protestante (1851-1852)
- Hôtel de ville (XIXe siècle)
- Un ancien bâtiment en bois qui abritait des garde-frontières allemands
- Quelques maisons du début du XIXe siècle

## Jumelage
Krakow am See (Allemagne)